# Municipio de Farmington (Illinois)
El municipio de Farmington (en inglés: Farmington Township) es un municipio ubicado en el condado de Fulton en el estado estadounidense de Illinois. En el año 2010 tenía una población de 3350 habitantes y una densidad poblacional de 36,11 personas por km².

## Geografía
El municipio de Farmington se encuentra ubicado en las coordenadas 40°39′57″N 90°3′00″O / 40.66583, -90.05000. Según la Oficina del Censo de los Estados Unidos, el municipio tiene una superficie total de 92.76 km², de la cual 92,27 km² corresponden a tierra firme y (0,54 %) 0,5 km² es agua.

## Demografía
Según el censo de 2010, había 3350 personas residiendo en el municipio de Farmington. La densidad de población era de 36,11 hab./km². De los 3350 habitantes, el municipio de Farmington estaba compuesto por el 97,94 % blancos, el 0,27 % eran afroamericanos, el 0,36 % eran amerindios, el 0,21 % eran asiáticos, el 0,39 % eran de otras razas y el 0,84 % eran de una mezcla de razas. Del total de la población el 1,1 % eran hispanos o latinos de cualquier raza.